# Платон (Романовский)
Платон Романовский (ум. 1796) — архимандрит Русской православной церкви, член дикастерии, педагог (преподавал богословие) и ректор Новгород-Северской духовной семинарии.
О детстве и мирской жизни Романовского сведений практически не сохранилось, да и прочие биографические сведения о нём очень скудны и отрывочны. 7 апреля 1790 года Платон Романовский был произведен в игумена Батуринского монастыря, с оставлением при прежних должностях; в 1794 году был назначен архимандритом во второклассный Гамалеевский Харлампиев монастырь, с оставлением в должности ректора Новгород-Северской духовной семинарии. 
Архимандрит Романовский скончался 23 февраля 1796 года.